# Хаталдон (река)
Хаталдон — река в России, протекает по территории Алагирского и Ардонского районов республики Северная Осетия-Алания. Длина реки составляет 19,2 км. Площадь водосборного бассейна — 33,7 км².
Хаталдон начинается в буково-грабовом лесу в Хаталдонском ущелье, лежащем между хребтами Тагарраг и Дзагарис. Течёт в общем северном направлении, у выхода на равнину пересекает село Хаталдон. Устье реки находится в 7 км по правому берегу реки Хайдон, представляющей собой протоку Ардона у села Кадгарон.

## Данные водного реестра
По данным государственного водного реестра России относится к Западно-Каспийскому бассейновому округу, водохозяйственный участок реки — Ардон. Речной бассейн реки — реки бассейна Каспийского моря междуречья Терека и Волги.
Код объекта в государственном водном реестре — 07020000112008200003323.

## Уточнения
1. ↑  В Государственном водном реестре нижнее течение реки названо «водоток Суадаг-Дон, проток р. Цач-Дон», верхнее — «река без названия, в 3 км к ЮВ от с. Ногкау» длиной 14 км, впадающая в водоток Суадаг-Дон в 5,2 км от его устья.